# Öjenäsbäcken
Öjenäsbäcken este o arie protejată (arie specială de conservare — SAC, sit de importanță comunitară — SCI) din Suedia întinsă pe o suprafață de 1,4 ha, integral pe uscat.

## Localizare
Centrul sitului Öjenäsbäcken este situat la coordonatele 59°45′46″N 12°28′26″E / 59.7627°N 12.4738°E.

## Înființare
Situl Öjenäsbäcken a fost declarat sit de importanță comunitară în mai 2001 pentru a proteja 2 specii de plante și 1 specie de animale. Situl a fost protejat și ca arie specială de conservare în martie 2011.

## Biodiversitate
Situată în ecoregiunea boreală, aria protejată conține 1 habitat natural: Cursuri de apă de la nivel de câmpie la nivel montan, cu vegetație Ranunculion fluitantis și Callitricho-Batrachion.
La baza desemnării sitului se află mai multe specii protejate:
- plante (2): Buxbaumia viridis, Herzogiella turfacea
- nevertebrate (1): Margaritifera margaritifera